# Mariä Heimsuchung (Brudersdorf)

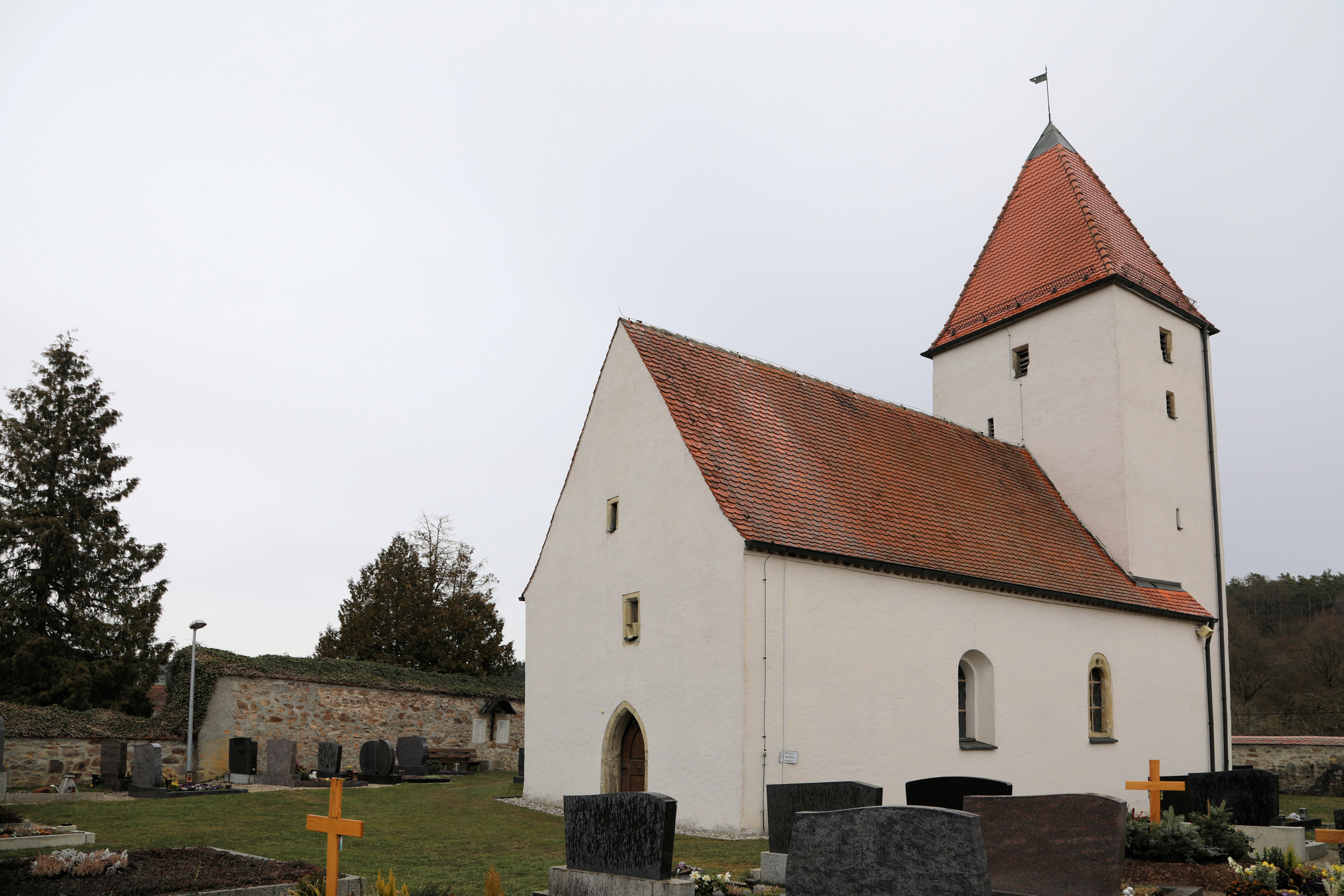
Mariä Heimsuchung (Brudersdorf)

Die römisch-katholische, denkmalgeschützte Filialkirche Mariä Heimsuchung steht in Brudersdorf, einem Ortsteil der Stadt  Nabburg im Landkreis Schwandorf der Oberpfalz. Die Kirche gehört zur Pfarrei von St. Johannes der Täufer in Nabburg im Bistum Regensburg. Das Bauwerk ist unter der Denkmalnummer D-3-76-144-106 als Baudenkmal in die Bayerische Denkmalliste eingetragen.

## Beschreibung
Der romanische, querrechteckige Chorturm aus dem 13. Jahrhundert, der mit einem Zeltdach bedeckt ist, blieb im Kern erhalten. Das an ihn angebaute Langhaus wurde Mitte des 14. Jahrhunderts nach Westen erweitert und mit einem Satteldach bedeckt, unter dessen Dachtraufe sich ein Gesims befindet. Im 17. und 18. Jahrhundert wurde die Kirche barockisiert und erhielt ihre heutige Gestalt.
Der Innenraum des Langhauses ist mit einer Flachdecke überspannt. Der Altar im Chor, d. h. im Erdgeschoss des Chorturms, stammt aus dem frühen 18. Jahrhundert. Auf einer in die Wand eingelassenen Konsole steht ein Marienbildnis aus dem zweiten Viertel des 14. Jahrhunderts als steinerne Statue. Das Taufbecken ist gotischen Ursprungs. Auf der Empore wurde eine gebrauchte Kleinorgel mit vier Registern hinter ein historisches Gehäusefragment aufgestellt.